# Idionyx galeata
Idionyx galeata är en trollsländeart som beskrevs av Fraser 1924. Idionyx galeata ingår i släktet Idionyx och familjen skimmertrollsländor. IUCN kategoriserar arten globalt som starkt hotad. Inga underarter finns listade i Catalogue of Life.